# Échenilleur loriot
Lobotos oriolinus
Espèce
Synonymes
- Campephaga oriolina (Bates, 1909)

Statut de conservation UICN

 DD  : Données insuffisantes
L’Échenilleur loriot (Lobotos oriolinus) est une espèce de passereaux d'Afrique tropicale appartenant à la famille des Campephagidae.

## Répartition
Cet oiseau vit au Cameroun, en République centrafricaine, en République du Congo, en République démocratique du Congo, au Gabon et au Nigeria.

## Habitat
Son habitat naturel est les forêts humides de plaine subtropicales ou tropicales.